# Luisinho (football, 1911)
Pour les articles homonymes, voir Luisinho.
Luís Mesquita de Oliveira, plus connu sous le nom de Luisinho, né le 29 mars 1911 à Rio de Janeiro et mort le 27 décembre 1983, était un footballeur brésilien.

## Biographie
Il participa notamment aux coupes du monde de 1934 et 1938. Il jouait au poste d'attaquant. Il disputa 19 rencontres avec l'équipe du Brésil et marqua 5 buts, mais seulement 11 matchs et 4 buts furent officiels entre 1934 et 1944,.
Sa carrière se déroula de 1928 à 1946. Bien qu'originaire de Rio de Janeiro, il joua toujours pour des clubs de São Paulo pendant sa carrière de joueur.

## Sources
- (pt) Cet article est partiellement ou en totalité issu de l’article de Wikipédia en portugais intitulé « Luís Mesquita de Oliveira » (voir la liste des auteurs).